# 北碚槭
北碚槭（学名：Acer pehpeiense）为槭树科槭属下的一个种。

## 扩展阅读
- 維基物種上的相關：北碚槭